# زانکت وایت آندر گولسن
زانکت وایت آندر گولسن (به آلمانی: Sankt Veit an der Gölsen) یک منطقهٔ مسکونی در اتریش است که در ناحیه لیلینفلد واقع شده‌است. زانکت وایت آندر گولسن ۳٬۸۵۹ نفر جمعیت دارد.